# Francuska umjetnost
Francuska umjentost je umjetnička produkcija na prostoru današnje Republike Francuske i umjetnost Francuza od prapovijesti do danas.

## Prapovijest i antika
Prapovijesni lokaliteti na prostoru današnje Francuske su mnogobrojni. Među najpoznatije spadaju lokaliteti s artefaktima raznih paleolitskih kultura i špiljskim slikama poput Lascaux, Cro-Magnon, La Madelaine, i dr. Menhiri i dolmeni u Carnacu (Bretanja) potječu iz brončanog doba.
Od 7. st. pr. Kr. razvija se keltska kultura od kojih su očuvani brojni primjerci oružja i nakita od kovine s vegatabilnim ornamentima.
Od 2. st. pr. Kr. jača utjecaj antičke grčke i rimske umjetnosti, te u 1. stoljeću niču rimski akvedukti (Pont du Gard), amfiteatri (Arena u Arlesu), slavoluci (Augustov slavoluk u Orangeu), kazališta (Rimski spomenici u Orangeu), hramovi (Maison Carée u Nimesu) i dr.

## Sredni vijek
U doba predromanike razvile su se merovinška i karolinška umjetnost koje su sintetizirale antičku tradiciju s novim rustikalnim shvaćanjem novopridolih plemena (Franci, Vizigoti, i dr.). Podižu se crkve po uzoru na ranokršćanske bazilike, izrađuju se skulpture u broci i reljefi u bjelokosti (konjanički kip Karla Velikog). U samostanima se razvijaju skriptoriji (prepisivačke škole) crkvenih knjiga (Lotarov evanđelistar). Jačanjem Crkve i feudalnog društva Francuska postaje središte mnogih duhovnih i kulturnih pokreta i reforma u zapadnoj Europi (opatija Cluny, Sveučilište u Parizu).
Od 9. do početka 13. stoljeća u doba romanike podižu se monumentalne romaničke crkve (Saint-Sernin u Toulouseu), samostani (opatija Fontenay), burgovi (Utvrda Carcassonne) i gradske vijećnice (Tours, Pariz, Avignon, Orange, Poitiers, Cluny). Crkve zadržavaju oblik bazilike s ravnim stropom ili svodom, ponegdje s kupolom (bizantski utjecaj). Romaničko kiparstvo strogo je podređeno arhitektonskoj kompoziciji i dekoraciji građevine (Opatija Vézelay). Freskoslikarstvo se oslanja na iluminaciju, a javljaju se i prvi oslikani vitraji (Katedrala u Chartresu, Saint-Denis u Parizu). U zlatarstvu se obilato rabi emajl (Limoges), a raskošne tapiserije i tkanine za odjeću izrađuju se u tkaonicama Toursa, Chartresa i Reimsa.
Gotika se također javlja najprije u Francuskoj i to već početkom 12. stoljeća (opatijska crkva Saint-Denis u Parizu), a puni zamah gradnje dogodio se tijekom 13. stoljeća u bogato raščlanjenim crkvenim građevinama diljem Francuske (Katedrala u Chartresu, Notre-Dame u Reimsu, Katedrala u Amiensu, Katedrala u Bourgesu, Notre-Dame u Parizu, i dr.). Uporabom sve bogatijih ukrasa nastaje plamena (flamboyant) ili cvjetna gotika (Rouenska katedrala, Katedrala u Troyesu). U gotičkom stilu su izgrađene i reprezentativne vijećnice (Arras), građanske i cehovske kuće, palače, utvrde (Avignon, Carcassonne) te utvrđene rezidencije (papinski dvor u Avignonu). Gotičko kiparstvo je vezano uz arhitekturu kao kameni portali s mnogim kipovima i reljefima, oltari, pregrade, kipovi na kapitelima i sl. Reprezentativniji primjeri nalaze se na prvostolnicama u Chartresu, Amiensu, Rouenu, Vézeleyu i Strasbourgu. Slikarstvo južne Francuske oslanja se na talijanske utjecaje koji su stizali preko papinskog dvora u Avignonu, a sjeverne Francuske na flamansku tradiciju (Sjevernoeuropska renesansna umjetnost). U drugoj polovici 13. stoljeća Pariz postaje središte izrade iluminiranih rukopisa, a u minijaturnom slikarstvu unosili su se suvremeni sadržaji (npr. Časoslov vojvode od Berryja braće Limbourg). Značajne su radionice vitraja (Chartres, Bourges i pariška Saint-Chapelle) i tapiserije sakralnog i svjetovnog sadržaja (Pariz, Arras).

## Renesansa
Talijanski umjentici su donijeli renesansne elemente ponajprije u južnu Francusku u 15. stoljeću, a u 16. stoljeću grade se dvorci uz rijeku Loire (Dvorac Chambord, Blois, Amboise, Fontainebleau), u Parizu (Louvre) i njegovoj okolici (Chantilly). Skulptura se oslobađa podređenosti arhitekturi, a najznačajniji francuski kipari su Jean Goujon i G. Pilon. Najznačajniji predstavnici francuskog renesansnog slikarstva su Jean Fouquet, Jean Clouet i njegov sin François Clouet, ali i maniristička fontenbloška slikarska škola.

## Barok i rokoko
Barok je zastupan uglavnom u sakralnim građevinama, napose isusovačkim crkvama, a u svjetovnom graditeljstvu preovladava raščlanjivanje građevina kolonadama i pilastrima. U tom stilu je započeta gradnja dvorca u Versaillesu (arhitekta Louis le Vau), a raskošan park oko dvorca, strogih geometrijskih uzoraka projektirao je začetnik francuskog parka André Le Nôtre. Arhitekt Jean Hardouin-Mansart podigao je reprezentativne građevine u Parizu i Veliki Trianon u parku dvorca u Versaillesu.
Skulpture kipara François Girardona i Pierre Paul Pugeta imaju uglavnom patetična obilježja, te se u to vrijeme razvio poseban žanr vrtne skulpture (urešavanje parkova mitološkim i alegorijskim figurama). Na slikama Georgesa de la Toura prisutni su elementi talijanskog luminizma (tenebrizam), dok je realizam sjevernjačkog podrijetla prisutan u seoskim prizorima slikara obitelji Le Naina. Nicolas Poussin se nadahnjivao antičkom umjentičkom baštinom, a Claude Lorrain slika herojske krajolike a antičkim hramovima i ruševinama. Charles Lebrun, Paul Mignard i Hyacinthe Rigaud su predstavnici reprezentativnog dvorskog slikarstva, uglavnom portreta. Znatan doprinos razvoju grafike na početku 17. stoljeća dao je Jacques Callot.
Rokoko se najprije javlja na francuskom dvoru i naziva se često i “stil Luja XV.” (1700. – 1789.), a očituje se gradnjom palača i dvoraca jednostavnih vanjština i bogato urešenih interijera. Vrhunac rokokoa je došao do izražaja u unutarnjem uređenju dvoraca, te kraljevskih i plemićkih palača, pri čemu se ističu kipovi Jean-Baptiste Pigallea. Duh rokokoa refinirano je izražen u slikama otmjenih svečanosti i pastoralnih prizora (Antoine Watteau), portretima i ženskim aktovima (François Boucher i Jean-Honoré Fragonard), a realističnim žanr-slikama obiteljskoga života i mrtvim prirodama izdvaja se Jean Baptiste Siméon Chardin.

## Francuski klasicizam
Nigdje kao u francuskoj umjetnosti baroka ne prevladava klasicistički utjecaj renesanse, pa i starijih uzora grčke i rimske umjetnosti. Toliko, da je to postala prepoznatljiva karakteristika koja ju odvaja od ostalih umjetnosti renesanse i baroka (osobito zbog utjecaja Nicolasa Poussinea). Klasicizam se u Francuskoj pojavio već za Luja XIII., ali je procvao za Luja XIV. (1660. – 1700.) za kojega je izgrađena palača u Versaillesu i uređen Louvre s većinom klasicističkih elementa, no baroknih dimenzija i raskoši. 
Za Luja XVI. (1750. – 1789.) neoklasicizam postupno prevladava barokne i rokoko utjecaje u sakralnoj i profanoj arhitekturi (crkva St. Geneviéve, danas Panthéon u Parizu, djelo G. Soufflota, i Vojna škola u Parizu, arhitekta J. A. Gabriela). Klasicističko kiparstvo najprije slijedi kasnobarokne sheme, a Jean-Antoine Houdon ga je obogatio realističnom portretnom plastikom. Romantična koncepcija je vidljiva već u djelima D. D'Angersa i F. Rudea.
Klasicizam postaje institucionaliziran u vrijeme direktorija (1789. – 1800), a vodećom ličnošću postaje Jacques-Louis David koji predsjedava francuskom akademijom (bivšom Kraljevskom Akademijom). Njegovi istaknuti učenici klasicističkog pristupa su Jean Auguste Dominique Ingres i Antoine-Jean Gros.
Za Napoleonove vladavine klasicizam se naziva ampir (1800. – 1814.) i tada se grade mnoge javne građevine (slavoluci Carousel i Arc de Triomphe u Parizu). Na kiparstvo ampira odlučujuće je utjecao Talijan Antonio Canova.

## Historicizam i romantizam
U drugoj polovici 19. st. prevladavao je utjecaj akademizma J. L. Davida duh romanticizma pokrenuo je zanimanje za prošlost i potaknuo je mnogobrojne restauracije srednjovjekovnih spomenika (Viollet-le-Duc obnavlja crkvu Notre-Dame u Parizu). U duhu historicizma Charles Garnier projektira parišku Operu. U kiparstvu, prepoznatljiv je romantični realizam A. L. Baryja i tradicionalizam Jean-Baptiste Carpeauxa.
Slikari romantizma su se odupirali akademskim normama, a prethodnik ovog pravca bio je Théodore Géricault. Glavni predstavnik ovog pravca je Eugene Delacroix, slikar bogatih kolorističkih harmonija na uskovitlanim grupnim kompozicijama. Pod utjecajem engleskih pejzažista skupina mladih francuskih slikara (Theodore Rousseau, Camille Corot i Jean-François Millet) slikaju izravno u prirodi i stvaraju slavnu barbizonsku školu.

## Napuštanje tradicije (francuska avangarda 19. stoljeća)
Realističnim načinom, gotovo fotografskom metodom, Gustave Courbet, osnivač realizma, slika teme iz svakodnevnog života. Grafičar i slikar, Honore Daumier, je kritičar negativnih političkih i društvenih pojava, kao i P. Gavarni. Gustave Doré je najplodniji ilustrator.
Édouard Manet napušta akademska pravila i slika koloristički slobodnije, te inspirira skupinu slikara koji slikaju vibracije svjetlosti i stvaraju novi likovni izraz nazvan impresionizam. Glavni predstavnici (Claude Monet, Camille Pissarro i Alfred Sisley) slikaju atmosferske i kolorističke mjene u krajolicima, dok je ljudski lik bio glavna tema Auguste Renoira. Njegov suputnik Edgar Degas se više oslanja na crtež i dojam zamrznutog trenutka. 
Naglom industrijalizacijom šire se gradovi, ruše se povijesne jezgre, a novim urbanističkim planovima stvaraju se široke avenije sa zelenim povšinama i parkovima; rabe se novi materijali i tehnologije (Eiffelov toranj).
Poentilisti Georges Seurat i Paul Signac grade kompoziciju s pomoću brojnih sitnih čestica primarnih boja. Nasuprot impresionističkom rastvaranju čvrstih oblika, Paul Cézanne teži za sintezom oblika. čime je zaokupljen i Belgijanac Paul Gauguin koji je radio simbolične kolorističke kompozicije, a Nizozemac Vincent van Gogh, preteča ekspresionizma, ostvario je temperamentnim potezima i žarkim bojama brojna remek-djela u Provansi. Henri de Toulouse-Lautrec u svojim je djelima zabilježio atmosferu pariškog boemskog života.
Na kiparstvo prijelaza iz 19. u 20. stoljeće utjecali su Auguste Rodin, Antoine Boudelle i Aristide Maillol.
Početkom 20. stoljeća nove se težnje naslućuju u pokretu art nouveau (tzv. stil 1900), koji nije donio bitnih inovacija, nego je jačao uporabu dekorativnih elemenata. U tom stilu Hector Guimard gradi ulaze u pariški metro.

## Moderna umjetnost
U Parizu, umjetničkom žarištu Europe početkom 20. stoljeća, razvili su se brojni umjetnički pravci. Prvi je bio fovizam (1905.) u kojemu je došlo do potpune prevlasti žestokih boja te oplošnjavanja slikarske površine. Glavni predstavnici su: Henri Matisse, Maurice de Vlamnick, Georges Rouaoult, Raoul Duffy i Albert Marquet. Inaugurirajući kubizam (1907.) Španjolac Pablo Picasso i Georges Braque pokrenuli su ključni zaokret prema likovnoj problematici i metodama. Njihov analitički, a potom i sintetički kubizam slijedili su Fernand Léger, Juan Gris i André Lhote. Istodobno se razvijao simbolizam M. Denisa. Poetičan svijet veduta i krajolika izrađivali su Maurice Utrillo i André Dunoyer de Segonzac. Tapiserist Jean Lurçat prvi je autor moderno koncipirane tapiserije. Henri Rousseau, zvan Carinik, začetnik je naivnog slikarstva, a slijedili su ga Séraphine, André Bauchant i Camille Bombois. 
Na razvoj novih oblika u arhitekturi utjecala je primjena novih armiranobetonskih konstrukcija i staklenih stijenki (među prvima rabi ga u projektiranju Auguste Perret). Razvoj suvremenog urbanizma potaknuo je projekt T. Garniera za pariški satelitski grad Cité Industrielle (1904.).
Nakon I. svjetskog rata na arhitekte je odlučujuće utjecao funkcionalistički pristup arhitekturi i urbanizmu Švicarca Le Corbusiera, a njegova su djela potaknula razvoj internacionalnog stila. Kubističke volumene je ostvario Robert Mallet-Stevens, a za socijalno angažirani pristup zalagao se A. Lurçat. 
Od 1919. godine u Parizu djeluje grupa Dada, a 1924. godine nadrealizam afirmiraju strani slikari koji su djelovali u Francuskoj (Max Ernst, Jean Arp, Joan Miró, Salvador Dali) i Yves Tanguy). Većina njih nazvana je pariškom školom (École de Paris) i afirmirali su nov pristup likovnim problemima. Među njima su bili Španjolci Pabla Picassa i Juana Grisa, Nizozemac K. Van Dongen, Japanac Tsuguharu Foujita, Talijan Amedeo Modigliani, Bugarin Jules Pascin, bjeloruski Židovi Marc Chagall i Chaim Soutine te Poljaci Moise Kisling i Eugeniusz Żak i dr. Marcel Gromaire stvara vlastiti ekspresionističko-realistički izraz.
Kiparstvo je na početku 20. stoljeća bilo pod utjecajem kubizma, nadrealizma i apstrakcije. U duhu kubizma nova rješenja istražuju Henri Laurens, Aleksandar Archipenko, Jacques Lipschitz i Ossipe Zadkin. Do potpune apstrakcije u Parizu se razvio Rumunj Constantin Brancusi, a nadrealističke figuralne kompozicije radio je Švicarac Alberto Giacometti. Tradiciju ekspresionizma s temom ljudske figure nastavili su Germain Richier i J. R. Ipoustéguy. 
Nakon II. svjetskog rata le Corbusier gradi stambeni kompleks “Zgrada zajedničkog stanovanja” (Unités d'habitation) u Marseillesu, te podiže sakralne objekte afirmirajući brutelizam (kapela Notre-Dame u Ronchampu). U stambenoj izgradnji 1960ih godina pristupilo se izgradnji tzv. satelitskih gradova te poslovno-komercijalnih centara (La Défense u Parizu). Izgradnjom novog turističkog naselja Port Grimaud, arhitekt François Spoerry je nagovijestio postmodernistički pristup arhitekturi koji se afirmirao izgradnjom Centra Georges Pompidou (arhitekti Renzo Piano i Richard Rogers) i stambenog kompleksa Arcades du Lac kraj Pariza (Ricardo Bofill). 
Nakon Drugog svjetskog rata apstrakcija postaje dominantan slikarski izraz, a informel slijede: Jean Fautrier, J. Bazaine, Leon Gishia, Pierre Soulages, kinetičko-geometrijsku apstrakciju Victor Vasarely i J. R. Soto te Grupa za istraživanje vizualne umjetnosti u Parizu, koja djeluje od 1960.-'80. (Julio Le Parc, François Morellet, H. Garcia-Rossi, F. Sabrino). Figuralne tendencije obnavljaju se u djelima Balthusa i kulminiraju u grubo stiliziranim portretima i vedutama Bernard Buffeta, dok je Jean Dubuffet začetnik stila art brut. Kao odjek američkog pop-arta javlja se početkom 1960ih novi realizam, a glavni su protagonisti Yves Klein i Arman koji eksperimentiraju s novim slikarskim tehnikama. Na to se nastavlja smjer nove figuracije, koja se razvija pretežno u znaku socijalnih prosvjeda (E. Arroyo).

## Suvremena umjetnost
Najnovije tendencije u skulpturi u kojima se isprepleću elementi neodadaizma, nove figiracije, apstraktnog ekspresionizma, geometrijske apstrakcije zastupa Georges Segal. J. Le Parc i P. Bury afirmiraju op-art i kinetičku umjetnost, a novi realizam Christo. D. Buren, Ch. Boltanski, A. P. Arnal istražuju konceptualnu umjetnost i bave se instalacijama. R. Combas, J. Ch. Blais i dr. bave se slobodom figuracijom, dok G. Garouste reinterpretira djela starih majstora.
Potkraj 20. stoljeća u Parizu se ostvaruju veliki projekti: Parc de la Villette (B. Tschumi), Institut Monde Arabe (J. Nouvel), Grande Arche (O. van Spreckelsen), nadogradnja Louvrea (I. M. Pei), Bibliothéque Nationale de France (D. Perrault).

## Muzeji u francuskoj
- Centar Georges Pompidou
- Louvre
- Muzej d'Orsay
- Pariške katakombe
- Muzej Unterlinden